# Scissurella lorenzi
Scissurella lorenzi là một loài ốc biển, là động vật thân mềm chân bụng sống ở biển thuộc họ Scissurellidae.